# Osingsee
Der Osingsee (von mhd. asanc, entpr. absegnen, Abgesegnetes) ist ein kleiner See in der Freimarkung Osing.
Der See hat eine Fläche von rund 0,72 ha, ist von Ost nach West 160 m lang und im Westteil bis zu 65 m breit. Er liegt auf einer Höhe von etwa 370 m ü. NHN und entwässert nach Nordwesten in den Ehebach bei Krautostheim (Gemeinde Markt Sugenheim), einen Zufluss der Aisch. Der See wird als Karpfenteich genutzt.
Am östlichen Ende liegt das Osinghaus, an dem jährlich im August das Osingfest stattfindet.